# Reidar Astås
Reidar Astås (født 17. december 1930 i Bergen, død 13. januar 2013) var en norsk teolog, filolog og faglitterær forfatter. Astås boede i Tønsberg siden starten af 1960'erne. Han underviste på lærerskolen (senere Høgskolen i Vestfold) i norsk og kristendom fra 1961 til 1995. I 1986 modtog han en doktorgraden med afhandlingen Et bibelverk fra middelalderen – studier i Stjórn. Han havde beskæftiget sig med værket det meste af sit liv, og i 2009 genudgav Riksarkivet værket med Astås noter og kommentarer. I tillæg har han udgivet en række lærebøger i kristendom og kirkehistorie til brug på højskolen og universitet, hvoraf flere af disse er blevet genudgivet i flere oplag.